# Campionato Italiano Velocità 2012
L'edizione 2012 del campionato italiano velocità è la novantunesima edizione disputata. 

## Stagione
Per quanto concerne la cilindrata maggiore, ossia la Superbike, il titolo va a Matteo Baiocco, su una Ducati del team Barni Racing. Baiocco, al secondo titolo nazionale consecutivo, sopravanza di sessantacinque punti Ivan Clementi, in forza al team Asia Competition su BMW, terzo in classifica Luca Conforti su Ducati. Nella graduatoria costruttori prevale Ducati che vince sei delle otto gare in calendario.
Nella Supersport Ilario Dionisi conquista il secondo titolo consecutivo con una Honda del team Scuderia Improve andando a vincere la prima e le ultime tre gare. Dionisi sopravanza in classifica la coppia di piloti Kawasaki del team Puccetti Racingː Stefano Cruciani e Mirko Giansanti. Il titolo costruttori della Supersport se lo aggiudica Honda che ottiene quattro vittorie e tre secondi posti come miglior risultato nelle otto gare in calendario.
Nella classe Moto2 ad imporsi è Ferruccio Lamborghini che, in sella ad una TKRP (una Ten Kate Racing Productions), sopravanza di quasi novanta punti il campione uscente Alessandro Andreozzi. Terzo in classifica si posiziona il danese Robbin Harms che, pur disputando solo tre gare, consente a Bimota di conquistare il titolo costruttori.
Anche nella Stock 1000 il vincitore ottiene il secondo titolo, Ivan Goi infatti, con una Ducati del team Barni bissa il titolo ottenuto nel 2010 con Aprilia. Goi stacca di quattro punti Alessio Velini su BMW, più staccato il terzoː Alessio Corradi su Aprilia. Il titolo costruttori va a BMW che conquista almeno un podio in tutte e otto le gare in calendario vincendone tre.
Nella Stock 600 si impone Riccardo Russo con una Yamaha del team Italia FMI. Russo in questa stagione è anche vice-campione europeo di categoria. Secondo in classifica è Franco Morbidelli e terzo è Gennaro Sabatino anch'essi su Yamaha. Nella graduatoria dei costruttori prevale Yamaha che ottiene sette vittorie ed un secondo posto nelle otto gare disputate.
Nella classe 125, giunta alla sua ultima edizione nel campionato italiano, il titolo va a Lorenzo Dalla Porta che, con un'Aprilia del team O.R. by 2B Corse-Zack M., sopravanza di trenta punti Riccardo Moretti in forza al team Mahindra Racing. Terzo, staccato di cinquanta punti dal vincitore, è Cristiano Carpi, anch'egli su Aprilia. Il titolo costruttori va a Mahindra che conquista sei delle otto gare in calendario sopravanzando di quattordici punti Aprilia.
In Moto3 il titolo italiano va a Kevin Calia in sella ad una Honda del team Elle 2 Ciatti. Calia conquista 178 punti sopravanzando il secondo in classificaː Matteo Ferrari di quasi quaranta punti. Terzo in classifica è Stefano Valtulini. Il titolo costruttori di categoria va ad Honda che vince tutte le gare in calendario.

## Calendario
Dove non indicata la nazionalità si intende pilota italiano.
| Prova | Data           | Circuito   | Vincitore         | Vincitore          | Vincitore             | Vincitore           | Vincitore         | Vincitore           | Vincitore         |
| Prova | Data           | Circuito   | Superbike         | Supersport         | Moto2                 | Stock 1000          | Stock 600         | Classe 125          | Moto3             |
| ----- | -------------- | ---------- | ----------------- | ------------------ | --------------------- | ------------------- | ----------------- | ------------------- | ----------------- |
| 1     | 23 marzo       | Mugello    | Matteo Baiocco    | Ilario Dionisi     | Alessandro Andreozzi  | Alessio Corradi     | Riccardo Russo    | Riccardo Moretti    | Matteo Ferrari    |
| 2     | 8 aprile       | Imola      | Gianluca Nannelli | Vladimir Leonov    | Robbin Harms          | Ivan Goi            | Riccardo Russo    | Riccardo Moretti    | Andrea Locatelli  |
| 3     | 29 aprile      | Monza      | Luca Conforti     | Berardino Lombardi | Ferruccio Lamborghini | Sylvain Barrier     | Franco Morbidelli | Lorenzo Dalla Porta | kevin Calia       |
| 4     | 23 e 24 giugno | Mugello    | Ivan Clementi     | Massimo Roccoli    | Alessandro Andreozzi  | Ivan Goi            | Riccardo Russo    | Riccardo Moretti    | Kevin Calia       |
| 4     | 23 e 24 giugno | Mugello    | Ivan Clementi     | Massimo Roccoli    | Alessandro Andreozzi  | Ivan Goi            | Alessandro Nocco  | Lorenzo Dalla Porta | Kevin Calia       |
| 5     | 28 e 29 luglio | Misano     | Matteo Baiocco    | Ilario Dionisi     | Ferruccio Lamborghini | Alessio Velini      | Franco Morbidelli | Riccardo Moretti    | Niccolò Antonelli |
| 5     | 28 e 29 luglio | Misano     | Matteo Baiocco    | Ilario Dionisi     | Ferruccio Lamborghini | Michele Magnoni     | Franco Morbidelli | Miroslav Popov      | Niccolò Antonelli |
| 6     | 14 ottobre     | Vallelunga | Matteo Baiocco    | Ilario Dionisi     | Ferruccio Lamborghini | Christoffer Bergman | Davide Fanelli    | Miroslav Popov      | Kevin Calia       |

## Classifiche

### Superbike

#### Piloti Iscritti[66]
Dove non indicata la nazionalità si intende pilota italiano.
| Nº  | Pilota                    | Motoclub            | Squadra                    | Motocicletta     | Gomma |
| --- | ------------------------- | ------------------- | -------------------------- | ---------------- | ----- |
| 1   | Matteo Baiocco            | Franco Uncini       | Barni Racing               | Ducati 1098R     | P     |
| 3   | Alessio Corradi           | Ducale              | Nuova M2                   | Aprilia RSV4     | P     |
| 4   | Matteo Milanese           | Verona              |                            | BMW S1000RR      | P     |
| 5   | Luca Pedersoli            | Lumezzane           | Batter Pedersoli Motosport | Ducati 1098R     | P     |
| 10  | Lorenzo Mauri             | Oggiono             | M. Motocorsa               | Ducati 1098R     | P     |
| 14  | Federico Mandatori        |                     |                            | Ducati 1098R     |       |
| 16  | Remo Castellarin          | Gentlemen's         |                            | BMW S1000RR      | P     |
| 18  | Ivan Clementi             | Monte Rosato        | Asia Competition           | BMW S1000RR      | D     |
| 20  | Francesco Ciacci          | Furius Bull Sibarys | DMR Racing                 | BMW S1000RR      | P     |
| 21  | Andrea Pasetto            | Scoordinati         |                            | Suzuki GSX-R1000 | D     |
| 23  | Federico Sandi            | Terni Liberati      | Althea Racing by Echo      | Ducati 1098R     | M     |
| 24  | Luca Conforti             | Franciacorta        | Barni Racing               | Ducati 1098R     | P     |
| 26  | Enrico Pasini             | Nuove Frontiere     | Bike Service-WTR Ten 10    | Yamaha YZF-R1    | D     |
| 32  | Fabrizio Lai              | Monza               | Althea Racing by Echo      | Ducati 1098R     | M     |
| 33  | Andrea Di Vora            | Morena              |                            | BMW S1000RR      | D     |
| 36  | Valter Durigon            | O. Tenni            | DMR Racing                 | BMW S1000RR      | D     |
| 37  | Davide Caselli            | Grandi Corse        | Grandi Corse               | Ducati 1098R     | M     |
| 41  | Gianluca Fontanelli       | Nuove Frontiere     |                            | Honda CBR1000RR  |       |
| 44  | Andrea Di Giannicola      | Moto X Racing       |                            | BMW S1000RR      |       |
| 49  | Enzo Chiapello            | Drivers             | Nuova M2                   | Aprilia RSV4     |       |
| 55  | Letizia Marchetti         | LD                  |                            | BMW S1000RR      | P     |
| 59  | Matteo Di Donato          | Gost                | Team Gost                  | BMW S1000RR      | P     |
| 68  | Ruggiero D'Andrea̟         |                     |                            |                  |       |
| 69  | Gianluca Nannelli         | Firenze             | Grandi Corse               | Ducati 1098R     | M     |
| 70  | Paolo Baratti             |                     |                            |                  |       |
| 80  | Alessandro Coltelli       | Pit Stop Pisa       |                            | BMW S1000RR      | D     |
| 84  | Giacomo Cucci             |                     |                            | BMW S1000RR      |       |
| 88  | Andrea Poggi              | Conselice           |                            | Honda CBR1000RR  | P     |
| 90  | Stefano Cordara           | Castelletto         |                            | BMW S1000RR      | P     |
| 111 | Giovanni Baggi            | Pandino             | Nuova M2                   | Aprilia RSV4     | P     |
| 188 | Riccardo Di Pietrogiacomo | Gladio Corse        | Falaschi Racing            | Suzuki GSX-R1000 |       |
| 223 | Marco Brocco              |                     |                            | BMW S1000RR      |       |
| 322 | Cristian Serri            | MG                  |                            | BMW S1000RR      | M     |

| Legenda            |
| ------------------ |
| Pilota wildcard    |
| Pilota sostitutivo |

#### Classifica Piloti[67]
| Pos. | Pilota               | Moto    | 1 MUG1 | 2 IMO | 3 MON | 4 MUG2 | 5 MUG3 | 6 MIS1 | 7 MIS2 | 8 VAL | P.ti |
| ---- | -------------------- | ------- | ------ | ----- | ----- | ------ | ------ | ------ | ------ | ----- | ---- |
| 1    | Matteo Baiocco       | Ducati  | 1      | 2     | 2     | 2      | 2      | 1      | 1      | 1     | 180  |
| 2    | Ivan Clementi        | BMW     | Rit    | 4     | Rit   | 1      | 1      | 2      | 3      | 3     | 115  |
| 3    | Luca Conforti        | Ducati  | 4      | 5     | 1     | 3      | 3      | Rit    | 4      | Rit   | 94   |
| 4    | Fabrizio Lai         | Ducati  | 3      | Rit   | 3     |        |        | 3      | 2      | 2     | 88   |
| 5    | Gianluca Nannelli    | Ducati  | 2      | 1     | 4     | Rit    | Rit    | Rit    | 5      | 4     | 82   |
| 6    | Remo Castellarin     | BMW     |        | Rit   | 8     | 5      | 6      | 4      | 6      | 5     | 63   |
| 7    | Lorenzo Mauri        | Ducati  | 5      | 3     | 5     | 6      | Rit    | Rit    | Rit    | 8     | 56   |
| 8    | Francesco Ciacci     | BMW     | 10     | 9     | 9     | 8      | 7      | 7      | 8      | Rit   | 54   |
| 9    | Matteo Di Donato     | BMW     | 11     | 7     | 13    | 9      | 8      | Rit    | 9      | 9     | 46   |
| 10   | Giovanni Baggi       | Aprilia | 7      | Rit   | 10    | Rit    | 5      | 6      | Rit    | 7     | 45   |
| 11   | Davide Caselli       | Ducati  | 6      | Rit   | 7     | 7      | Rit    | 8      | Rit    | 10    | 42   |
| 12   | Luca Pedersoli       | Ducati  | 9      | 6     | 6     | Rit    | NP     |        |        |       | 27   |
| 13   | Federico Sandi       | Ducati  |        |       |       | 4      | 4      |        |        |       | 26   |
| 14   | Valter Durigon       | BMW     | 12     |       | 11    | 10     | Rit    | 10     | Rit    | 12    | 25   |
| 15   | Andrea Di Vora       | BMW     |        |       |       |        |        | 5      | 7      |       | 20   |
| 16   | Cristian Serri       | BMW     |        |       |       |        |        | 9      | 10     |       | 13   |
| 17   | Letizia Marchetti    | BMW     |        |       |       |        |        | 11     | 9      |       | 12   |
| 18   | Alessio Corradi      | Aprilia |        |       |       |        |        |        |        | 6     | 10   |
| 19   | Andrea Poggi         | Honda   |        | 8     |       |        |        |        |        |       | 8    |
| 20   | Enrico Pasini        | Yamaha  | 8      | NP    |       |        |        |        |        |       | 8    |
| 21   | Matteo Milanese      | BMW     | 13     |       | 12    |        |        |        |        |       | 7    |
| 22   | Alessandro Coltelli  | BMW     |        |       |       | Rit    | 10     |        |        |       | 6    |
| 23   | Andrea Di Giannicola | BMW     |        |       |       |        |        |        |        | 11    | 5    |
| 24   | Andrea Pasetto       | Suzuki  |        |       |       |        |        |        |        | 13    | 3    |
| Pos. | Pilota               | Moto    | 1 MUG1 | 2 IMO | 3 MON | 4 MUG2 | 5 MUG3 | 6 MIS1 | 7 MIS2 | 8 VAL | P.ti |

| Legenda | 1º posto        | 2º posto            | 3º posto           | A punti      | Senza punti        | Grassetto – Pole position Corsivo – Giro più veloce |
| Legenda | Gara non valida | Non qual./Non part. | Ritirato/Non class | Squalificato | '-' Dato non disp. | Grassetto – Pole position Corsivo – Giro più veloce |

#### Classifica Costruttori[68]
| Pos. | Costruttore | 1 MUG1 | 2 IMO | 3 MON | 4 MUG2 | 5 MUG3 | 6 MIS1 | 7 MIS2 | 8 VAL | P.ti |
| ---- | ----------- | ------ | ----- | ----- | ------ | ------ | ------ | ------ | ----- | ---- |
| 1    | Ducati      | 1      | 1     | 1     | 2      | 2      | 1      | 1      | 1     | 190  |
| 2    | BMW         | 10     | 4     | 8     | 1      | 1      | 2      | 3      | 3     | 129  |
| 3    | Aprilia     | 7      | Rit   | 10    | Rit    | 5      | 6      | Rit    | 6     | 46   |
| 4    | Honda       |        | 8     |       |        |        |        |        |       | 8    |
| 5    | Yamaha      | 8      | NP    |       |        |        |        |        |       | 8    |
| 6    | Suzuki      |        |       |       |        |        |        |        | 13    | 3    |

### Supersport

#### Classifica Piloti[69]
Dove non indicata la nazionalità si intende pilota italiano. Le motociclette in competizione sono equipaggiate con pneumatici forniti da Pirelli, Dunlop, Michelin e Metzeler.
| Pos. | Pilota                | Moto     | 1 MUG1 | 2 IMO | 3 MON | 4 MUG2 | 5 MUG3 | 6 MIS1 | 7 MIS2 | 8 VAL | P.ti |
| ---- | --------------------- | -------- | ------ | ----- | ----- | ------ | ------ | ------ | ------ | ----- | ---- |
| 1    | Ilario Dionisi        | Honda    | 1      | 9     | 2     | 4      | 2      | 1      | 1      | 1     | 160  |
| 2    | Stefano Cruciani      | Kawasaki | 2      | 8     | Rit   | 3      | 4      | 3      | 2      | 2     | 113  |
| 3    | Mirko Giansanti       | Kawasaki | 4      | 3     | 3     | 5      | 7      | 5      | 4      | 5     | 100  |
| 4    | Roberto Tamburini     | Honda    | 3      | 6     |       | 2      | 3      | 4      | 6      |       | 85   |
| 5    | Massimo Roccoli       | Yamaha   |        | 7     |       | 1      | 1      |        |        | 3     | 75   |
| 6    | Vladimir Leonov       | Yamaha   | 6      | 1     |       |        |        | 2      | 3      | Rit   | 71   |
| 7    | Marco Faccani         | Honda    | 9      | Rit   | 4     | 8      | 9      | 6      | 5      | Rit   | 56   |
| 8    | Gabriele Cottini      | Honda    | 7      | Rit   | 7     | 10     | 10     | 7      | 8      | 7     | 56   |
| 9    | Giuliano Gregorini    | Yamaha   | 11     | 5     | Rit   | 9      | 17     | 8      | 7      | 4     | 53   |
| 10   | Alessandro Gramigni   | Yamaha   | 5      | 2     | 8     | Rit    | 20     |        |        | Rit   | 39   |
| 11   | Berardino Lombardi    | Yamaha   | Rit    | Rit   | 1     | Rit    | 8      |        |        |       | 33   |
| 12   | Lorenzo Segoni        | Suzuki   | 12     | Rit   | 9     | Rit    | 15     | 9      | 9      | 9     | 33   |
| 13   | Danilo Dell'Omo       | -        | Rit    | 11    | 6     | 15     | 14     | 10     | Rit    |       | 24   |
| 14   | Sergey Vlasov         | Yamaha   | 17     | 12    | 15    | 18     | 21     | 11     | 10     | 8     | 24   |
| 15   | Alessandro Traversaro | Honda    | 13     | 4     | Rit   | 12     | 13     |        |        |       | 23   |
| 16   | Alessandro Bonecchi   | Yamaha   | 15     | 13    | 13    | 14     | 16     | 12     | 11     | 12    | 22   |
| 17   | Raffaele De Rosa      | Honda    |        |       | Rit   | 6      | 5      |        |        |       | 21   |
| 18   | Gábor Talmácsi        | Honda    |        |       |       | 7      | 6      |        |        |       | 19   |
| 19   | Andrea Conti          | Yamaha   | 14     | 14    | 11    | 11     | 11     | Rit    | Rit    |       | 19   |
| 20   | Mattia Tarozzi        | Honda    | 10     | Rit   | 5     |        |        |        |        |       | 17   |
| 21   | Alessio Palumbo       | Honda    | 8      | Rit   | Rit   | 16     | Rit    | Rit    | 13     | 13    | 14   |
| 22   | Andrea Boscoscuro     | Kawasaki |        |       | 10    | 13     | 12     | Rit    | Rit    |       | 13   |
| 23   | Alessandro Mantia     | Kawasaki | 16     | Rit   | 12    |        |        | 13     | 12     |       | 11   |
| 24   | Gianluca Vizziello    | Honda    |        |       |       |        |        |        |        | 6     | 10   |
| 25   | Tommaso Lorenzetti    | Honda    | NP     |       |       | NP     | NP     | NP     | NP     | 10    | 6    |
| 25   | Andrea Agnelli        | Yamaha   | Rit    | 10    | Rit   |        |        | Rit    | NP     | Rit   | 6    |
| 27   | Matteo Antoni         | Yamaha   |        |       |       |        |        |        |        | 11    | 5    |
| 28   | Alessandro Celestini  | Yamaha   |        |       |       |        |        |        |        | 14    | 2    |
| 29   | Mauro Carzaniga       | Honda    |        |       | 14    |        |        |        |        |       | 2    |
| Pos. | Pilota                | Moto     | 1 MUG1 | 2 IMO | 3 MON | 4 MUG2 | 5 MUG3 | 6 MIS1 | 7 MIS2 | 8 VAL | P.ti |

| Legenda | 1º posto        | 2º posto            | 3º posto           | A punti      | Senza punti        | Grassetto – Pole position Corsivo – Giro più veloce |
| Legenda | Gara non valida | Non qual./Non part. | Ritirato/Non class | Squalificato | '-' Dato non disp. | Grassetto – Pole position Corsivo – Giro più veloce |

#### Classifica Costruttori[70]
| Pos. | Costruttore | 1 MUG1 | 2 IMO | 3 MON | 4 MUG2 | 5 MUG3 | 6 MIS1 | 7 MIS2 | 8 VAL | P.ti |
| ---- | ----------- | ------ | ----- | ----- | ------ | ------ | ------ | ------ | ----- | ---- |
| 1    | Honda       | 1      | 4     | 2     | 2      | 2      | 1      | 1      | 1     | 173  |
| 2    | Yamaha      | 5      | 1     | 1     | 1      | 1      | 2      | 3      | 3     | 163  |
| 3    | Kawasaki    | 2      | 3     | 3     | 3      | 4      | 3      | 2      | 2     | 137  |
| 4    | Suzuki      | 12     | Rit   | 9     | 20     | 15     | 9      | 9      | 9     | 33   |

### Moto2
Dove non indicata la nazionalità si intende pilota italiano. Tutte le motociclette in competizione sono equipaggiate con pneumatici forniti dalla Dunlop.

#### Piloti Iscritti[71]
|     | Pilota                | Motoclub    | Squadra                 | Motocicletta |
| --- | --------------------- | ----------- | ----------------------- | ------------ |
| 18  | Ivano Pigliacelli     | Montorio    |                         | --           |
| 21  | Alessandro Andreozzi  | Andreozzi   | Andreozzi Reparto Corse | --           |
| 28  | Ferruccio Lamborghini | Prorace     | Quarantaquattro Racing  | --           |
| 74  | Christopher Gobbi     | Paolo Tordi |                         | --           |
| 127 | Robbin Harms          | Danimarca   | Bimota by Edo Racing    | Bimota HB4   |

| Legenda            |
| ------------------ |
| Pilota wildcard    |
| Pilota Sostitutivo |

#### Classifica Piloti[73]
| Pos. | Pilota                | Moto   | 1 MUG1 | 2 IMO | 3 MON | 4 MUG2 | 5 MUG3 | 6 MIS1 | 7 MIS2 | 8 VAL | P.ti |
| ---- | --------------------- | ------ | ------ | ----- | ----- | ------ | ------ | ------ | ------ | ----- | ---- |
| 1    | Ferruccio Lamborghini | --     | 2      | 2     | 1     | 2      | 2      | 1      | 1      | 1     | 180  |
| 2    | Alessandro Andreozzi  | --     | 1      | 3     | Rit   | 1      | 1      |        |        |       | 91   |
| 3    | Robbin Harms          | Bimota | 3      | 1     | Rit   |        |        |        |        |       | 41   |
| 4    | Christopher Gobbi     | --     |        |       |       |        |        | 2      | 2      | Rit   | 40   |
| 5    | Ivano Pagliacelli     | --     |        | 4     |       | 3      | SQ     |        |        |       | 29   |
| Pos. | Pilota                | Moto   | 1 MUG1 | 2 IMO | 3 MON | 4 MUG2 | 5 MUG3 | 6 MIS1 | 7 MIS2 | 8 VAL | P.ti |

| Legenda | 1º posto        | 2º posto            | 3º posto           | A punti      | Senza punti        | Grassetto – Pole position Corsivo – Giro più veloce |
| Legenda | Gara non valida | Non qual./Non part. | Ritirato/Non class | Squalificato | '-' Dato non disp. | Grassetto – Pole position Corsivo – Giro più veloce |

#### Classifica Costruttori[74]
| Pos. | Costruttore | 1 MUG1 | 2 IMO | 3 MON | 4 MUG2 | 5 MUG3 | 6 MIS1 | 7 MIS2 | 8 VAL | P.ti |
| ---- | ----------- | ------ | ----- | ----- | ------ | ------ | ------ | ------ | ----- | ---- |
| 1    | Bimota      | 3      | 1     | Rit   |        |        |        |        |       | 41   |
| 2    | --          | NV     | NV    | NV    | NV     | NV     | NV     | NV     | 1     | 25   |

### Stock 1000

#### Classifica Piloti[75]
Dove non indicata la nazionalità si intende pilota italiano. Tutte le motociclette in competizione sono equipaggiate con pneumatici forniti dalla Pirelli.
| Pos. | Pilota              | Moto            | 1 MUG1 | 2 IMO | 3 MON | 4 MUG2 | 5 MUG3 | 6 MIS1 | 7 MIS2 | 8 VAL | P.ti |
| ---- | ------------------- | --------------- | ------ | ----- | ----- | ------ | ------ | ------ | ------ | ----- | ---- |
| 1    | Ivan Goi            | Ducati          | 3      | 1     | 3     | 1      | 1      | NP     | 2      | 4     | 140  |
| 2    | Alessio Velini      | BMW             | 2      | 3     | 5     | 3      | 3      | 1      | 3      | 3     | 136  |
| 3    | Alessio Corradi     | Aprilia         | 1      | 4     | 7     | 4      | Rit    | 2      | 4      | 6     | 103  |
| 4    | Michele Magnoni     | Suzuki e BMW    |        |       | 8     | 2      | 2      | Rit    | 1      | 2     | 93   |
| 5    | Simone Saltarelli   | Ducati          | 4      | 2     | 2     | 14     | 6      | Rit    | 6      | Rit   | 75   |
| 6    | Federico Dittadi    | Aprilia         | 6      | 6     | 9     | 5      | 4      | Rit    | 17     | 10    | 57   |
| 7    | Marco Muzio         | BMW             | 8      | NP    | 11    | 6      | 5      | 5      | 5      | Rit   | 56   |
| 8    | Matteo Gabrielli    | Aprilia         | 7      | 8     | NC    | 9      | 9      | 9      | 9      | 11    | 50   |
| 9    | Fabrizio Perotti    | BMW             | 5      |       |       |        |        | 3      | Rit    | 5     | 38   |
| 10   | Diego Tocca         | Kawasaki        | 17     | 7     | 12    | 7      | Rit    | 8      | 8      | Rit   | 38   |
| 11   | Christoffer Bergman | Kawasaki        |        |       | 6     |        |        |        |        | 1     | 35   |
| 12   | Christopher Moretti | BMW             | 19     | 12    | 13    | 15     | 11     | 10     | 11     | 7     | 33   |
| 13   | Lorenzo Alfonsi     | BMW             | 10     | NP    | SQ    | SQ     | 10     | 6      | 7      |       | 31   |
| 14   | Enrico Pasini       | BMW             |        |       |       | 10     | Rit    | 4      | Rit    | 8     | 27   |
| 15   | Sylvain Barrier     | BMW             |        |       | 1     |        |        |        |        |       | 25   |
| 16   | Norino Brignola     | Suzuki          | 13     | 5     |       | 8      | Rit    | Rit    | Rit    |       | 22   |
| 17   | Pietro Maglioni     | BMW             | 16     |       |       | 11     | Rit    | 7      | 10     |       | 20   |
| 18   | Tommaso Totti       | BMW             | 12     | NP    | 10    | Rit    | 8      |        |        |       | 18   |
| 19   | Roberto Lacalendola | Ducati          | 9      | 11    | Rit   |        |        | 11     | Rit    |       | 17   |
| 20   | Tommaso Gabrielli   | Aprilia         | 14     | 9     | 16    | Rit    | NP     | 13     | 12     | 17    | 15   |
| 21   | Lorenzo Baroni      | BMW             |        |       | 4     |        |        |        |        |       | 13   |
| 22   | Cristiano Erbacci   | Suzuki          |        |       |       | 12     | 7      |        |        |       | 13   |
| 23   | Raffaele Vargas     | Aprilia         | 20     | 10    | 17    | 13     | Rit    | Rit    | Rit    | 12    | 13   |
| 24   | Cosimo Diviccaro    | BMW             | Rit    |       | 15    | Rit    | NP     | Rit    | 13     | 9     | 11   |
| 25   | Gabriel Berclaz     | Kawasaki        | 18     | 13    | 18    | 16     | 12     | Rit    | Rit    | 13    | 10   |
| 26   | Fabio Marchionni    | BMW             | Rit    | Rit   | 14    | 18     | NP     | 12     | 14     | 14    | 10   |
| 27   | Luca Pini           | Ducati e Suzuki | 11     | Rit   | Rit   |        |        |        |        |       | 5    |
| 28   | Matteo Polo         | BMW             |        |       | 19    | 20     | 13     | Rit    | Rit    | 18    | 3    |
| 29   | Raffaele Rubino     | Kawasaki        |        |       |       |        |        | 14     | 15     |       | 3    |
| 30   | Niccolò Rosso       | Suzuki          | 14     |       |       |        |        |        |        |       | 2    |
| 31   | Marco Sorgato       | BMW             |        |       |       |        |        |        |        | 15    | 1    |
| 32   | Enzo Chiapello      | Aprilia         |        |       | 20    | 19     | Rit    | 15     | 19     | 19    | 1    |
| Pos. | Pilota              | Moto            | 1 MUG1 | 2 IMO | 3 MON | 4 MUG2 | 5 MUG3 | 6 MIS1 | 7 MIS2 | 8 VAL | P.ti |

| Legenda | 1º posto        | 2º posto            | 3º posto           | A punti      | Senza punti        | Grassetto – Pole position Corsivo – Giro più veloce |
| Legenda | Gara non valida | Non qual./Non part. | Ritirato/Non class | Squalificato | '-' Dato non disp. | Grassetto – Pole position Corsivo – Giro più veloce |

#### Classifica Costruttori[76]
| Pos. | Costruttore | 1 MUG1 | 2 IMO | 3 MON | 4 MUG2 | 5 MUG3 | 6 MIS1 | 7 MIS2 | 8 VAL | P.ti |
| ---- | ----------- | ------ | ----- | ----- | ------ | ------ | ------ | ------ | ----- | ---- |
| 1    | BMW         | 2      | 3     | 1     | 2      | 2      | 1      | 1      | 2     | 171  |
| 2    | Ducati      | 3      | 1     | 2     | 1      | 1      | 11     | 2      | 4     | 149  |
| 3    | Aprilia     | 1      | 4     | 7     | 4      | 4      | 2      | 4      | 6     | 116  |
| 5    | Kawasaki    | 17     | 7     | 6     | 7      | 12     | 8      | 8      | 1     | 73   |
| 5    | Suzuki      | 13     | 5     | 8     | 8      | 7      | Rit    | Rit    | Rit   | 39   |
| NC   | --          | Rit    |       |       | 17     | NP     |        |        |       | 0    |

### Stock 600

#### Classifica Piloti[77]
Dove non indicata la nazionalità si intende pilota italiano. Tutte le motociclette in competizione sono equipaggiate con pneumatici forniti dalla Pirelli.
| Pos. | Pilota                 | Moto           | 1 MUG1 | 2 IMO | 3 MON | 4 MUG2 | 5 MUG3 | 6 MIS1 | 7 MIS2 | 8 VAL | P.ti |
| ---- | ---------------------- | -------------- | ------ | ----- | ----- | ------ | ------ | ------ | ------ | ----- | ---- |
| 1    | Riccardo Russo         | Yamaha         | 1      | 1     | 2     | 1      | 14     | 2      | 4      | 3     | 146  |
| 2    | Franco Morbidelli      | Yamaha         | 6      | 10    | 1     | 7      | 8      | 1      | 1      | Rit   | 108  |
| 3    | Gennaro Sabatino       | Yamaha         | 10     | 6     | Rit   | 2      | Rit    | 3      | 2      | 5     | 83   |
| 4    | Luca Vitali            | Yamaha         | 2      | 15    | 12    | 5      | 3      | 7      | 23     | 6     | 71   |
| 5    | Alessandro Nocco       | Kawasaki       | 9      | Rit   | 23    | 6      | 1      | 5      | 5      | Rit   | 64   |
| 6    | Nicola Jr. Morrentino  | Yamaha         | 12     | Rit   | 10    | 3      | 2      | Rit    | 3      | Rit   | 62   |
| 7    | Mattia Cassani         | Yamaha         | 26     | 2     | 4     | 11     | 11     | 8      | Rit    | Rit   | 51   |
| 8    | Stefano Casalotti      | Yamaha         | 14     | Rit   | 18    | 4      | 6      | 9      | 8      | 9     | 47   |
| 9    | Simone Fornasari       | Yamaha e Honda | 15     | 7     | 14    | 14     | 13     | 4      | 10     | 8     | 44   |
| 10   | Luca Oppedisano        | Kawasaki       | 4      | Rit   | 6     | Rit    | Rit    | 13     | 6      | Rit   | 36   |
| 11   | Federico Monti         | Suzuki         | Rit    | 3     | Rit   | Rit    | 4      | 14     | Rit    | 14    | 33   |
| 12   | Nicolas Stizza         | Yamaha         | 3      | 8     | Rit   | 15     | 9      |        |        | 23    | 33   |
| 13   | Yuri Menichetti        | Yamaha         | 14     | Rit   | 18    | 4      | 6      | 9      | 8      | 9     | 32   |
| 14   | Tedi Basic             | Yamaha         | Rit    | 4     | SQ    | 17     | 12     | 11     | Rit    | 7     | 31   |
| 15   | Davide Stirpe          | Honda          | 31     | Rit   | 15    | 8      | 5      | 6      | Rit    | Rit   | 30   |
| 16   | Dakota Mamola          | Yamaha         | 5      | Rit   | Rit   | Rit    | 7      | 12     | 12     | 24    | 28   |
| 17   | Davide Fanelli         | Yamaha         |        |       |       |        |        |        |        | 1     | 25   |
| 18   | Filippo Benini         | Yamaha         | 22     | 9     | 13    | 12     | 29     | Rit    | 7      | 15    | 24   |
| 19   | Francesco Cocco        | Yamaha         | 13     | 21    | 24    | 9      | Rit    | Rit    | Rit    | 4     | 23   |
| 20   | Andrea Tucci           | Honda          |        |       |       |        |        | Rit    | 14     | 2     | 22   |
| 21   | Luca Salvadori         | Yamaha         | 8      | Rit   | 8     | 10     | Rit    | Rit    | Rit    |       | 22   |
| 22   | Manuel Grandi          | Yamaha         | Rit    | 19    | 2     | 22     | 16     | Rit    | 25     | 22    | 16   |
| 23   | Roberto Mercandelli    | Yamaha         | 16     | 13    | 5     | 19     | 23     | 19     | 18     |       | 14   |
| 24   | Tony Coveña            | Kawasaki       |        |       | 7     |        |        |        |        |       | 9    |
| 25   | Kevin Caloroso         | Yamaha         | 7      | Rit   | 17    | Rit    | Rit    | Rit    | NP     |       | 9    |
| 26   | Nacho Calero           | Yamaha         |        |       | 9     |        |        |        |        |       | 7    |
| 27   | Ferruccio Lamborghini  | Yamaha         |        |       |       |        |        |        |        | 10    | 6    |
| 28   | Kevin Manfredi         | Honda e Yamaha | 23     |       | 20    | 20     | 19     | NP     | Rit    | 11    | 5    |
| 29   | Marco Ravaioli         | Yamaha         |        |       |       | Rit    | Rit    | 18     | 11     |       | 5    |
| 30   | Massimiliano Morlacchi | Yamaha         | Rit    | 18    | 11    | Rit    | 33     | Rit    | 28     | Rit   | 5    |
| 31   | Francesco Cavalli      | Yamaha         | 27     | 11    | Rit   | 27     | 31     | 20     | 20     | 26    | 5    |
| 32   | Luca Tosetto           | Kawasaki       | 11     |       |       |        |        |        |        |       | 5    |
| 33   | Emiliano Ambrogioni    | Yamaha         |        |       |       |        |        |        |        | 12    | 4    |
| 34   | Andrea Bolognesi       | Yamaha         | 25     | 12    | 22    | Rit    | 30     | 21     | 22     | 25    | 4    |
| 35   | Vincenzo Lagonigro     | Yamaha         | 28     |       |       | 16     | 22     | Rit    | 15     | 13    | 4    |
| 36   | Daniele Aloisi         | Yamaha         | 30     | 23    | Rit   | 18     | 21     | Rit    | 13     | 17    | 3    |
| 37   | Alessia Polita         | Yamaha         | Rit    | 14    | 16    | Rit    | 18     | 17     | 16     | 16    | 2    |
| 38   | Francesco Scicchitano  | Yamaha         | 18     | Rit   | 26    | Rit    | Rit    | 15     | 17     |       | 1    |
| 39   | Daniele Beretta        | Yamaha         | Rit    | Rit   | Rit   | Rit    | 15     |        |        |       | 1    |
| Pos. | Pilota                 | Moto           | 1 MUG1 | 2 IMO | 3 MON | 4 MUG2 | 5 MUG3 | 6 MIS1 | 7 MIS2 | 8 VAL | P.ti |

| Legenda | 1º posto        | 2º posto            | 3º posto           | A punti      | Senza punti        | Grassetto – Pole position Corsivo – Giro più veloce |
| Legenda | Gara non valida | Non qual./Non part. | Ritirato/Non class | Squalificato | '-' Dato non disp. | Grassetto – Pole position Corsivo – Giro più veloce |

#### Classifica Costruttori[78]
| Pos. | Costruttore | 1 MUG1 | 2 IMO | 3 MON | 4 MUG2 | 5 MUG3 | 6 MIS1 | 7 MIS2 | 8 VAL | P.ti |
| ---- | ----------- | ------ | ----- | ----- | ------ | ------ | ------ | ------ | ----- | ---- |
| 1    | Yamaha      | 1      | 1     | 1     | 1      | 2      | 1      | 1      | 1     | 195  |
| 2    | Kawasaki    | 4      | 16    | 6     | 6      | 1      | 5      | 5      | 21    | 80   |
| 3    | Honda       | 19     | 20    | 15    | 8      | 5      | 6      | 10     | 2     | 56   |
| 4    | Suzuki      | Rit    | 3     | Rit   | Rit    | 4      | 14     | Rit    | 14    | 33   |

### Classe 125

#### Classifica Piloti[79]
Dove non indicata la nazionalità si intende pilota italiano. Tutte le motociclette in competizione sono equipaggiate con pneumatici forniti dalla Dunlop, tranne l'Aprilia di Lorenzo Dalla Porta, che utilizza gomme Bridgestone.
| Pos. | Pilota              | Moto     | 1 MUG1 | 2 IMO | 3 MON | 4 MUG2 | 5 MUG3 | 6 MIS1 | 7 MIS2 | 8 VAL | P.ti |
| ---- | ------------------- | -------- | ------ | ----- | ----- | ------ | ------ | ------ | ------ | ----- | ---- |
| 1    | Lorenzo Dalla Porta | Aprilia  | 2      | 2     | 1     | 2      | 1      | 3      | 2      | Rit   | 146  |
| 2    | Riccardo Moretti    | Mahindra | 1      | 1     | NC    | 1      | Rit    | 1      | 3      |       | 116  |
| 3    | Cristiano Carpi     | Aprilia  | 9      | 4     | 2     | 4      | 3      | Rit    | 5      | 3     | 96   |
| 4    | Miroslav Popov      | Mahindra |        |       |       |        |        | 2      | 1      | 1     | 70   |
| 5    | Simone Mazzola      | Aprilia  | 6      | 5     | NC    | 3      | 2      | Rit    | NP     |       | 57   |
| 6    | Andrea Mantovani    | Aprilia  | 3      | 3     | SQ    | 5      | Rit    | 4      | Rit    |       | 56   |
| 7    | Alessandro Calgaro  | Honda    | 8      | Rit   | 4     | 7      | 5      | 7      | Rit    |       | 50   |
| 8    | Alessio Cappella    | Aprilia  |        |       |       | 6      | 4      | 6      | 4      |       | 46   |
| 9    | Sarath Kumar        | Mahindra | Rit    | 7     | 3     | 8      | 6      |        |        |       | 43   |
| 10   | Livio Loi           | KTM      |        |       |       |        |        | 5      | 6      |       | 21   |
| 11   | Lukas Trautmann     | Mahindra |        |       |       |        |        |        |        | 2     | 20   |
| 12   | Christophe Arciero  | Aprilia  | 7      | 6     |       |        |        |        |        |       | 19   |
| 13   | Max Enderlein       | KTM      | 4      |       |       |        |        |        |        |       | 13   |
| 14   | Florian Alt         | KTM      | 5      |       |       |        |        |        |        |       | 11   |
| 15   | Max Maurischat      | KTM      | 10     |       |       |        |        |        |        |       | 6    |
| Pos. | Pilota              | Moto     | 1 MUG1 | 2 IMO | 3 MON | 4 MUG2 | 5 MUG3 | 6 MIS1 | 7 MIS2 | 8 VAL | P.ti |

| Legenda | 1º posto        | 2º posto            | 3º posto           | A punti      | Senza punti        | Grassetto – Pole position Corsivo – Giro più veloce |
| Legenda | Gara non valida | Non qual./Non part. | Ritirato/Non class | Squalificato | '-' Dato non disp. | Grassetto – Pole position Corsivo – Giro più veloce |

#### Classifica Costruttori[80]
| Pos. | Costruttore | 1 MUG1 | 2 IMO | 3 MON | 4 MUG2 | 5 MUG3 | 6 MIS1 | 7 MIS2 | 8 VAL | P.ti |
| ---- | ----------- | ------ | ----- | ----- | ------ | ------ | ------ | ------ | ----- | ---- |
| 1    | Mahindra    | 1      | 1     | 3     | 1      | 6      | 1      | 1      | 1     | 176  |
| 2    | Aprilia     | 2      | 2     | 1     | 2      | 1      | 3      | 2      | 3     | 162  |
| 3    | Honda       | 8      | Rit   | 4     | 7      | 5      | 7      | Rit    |       | 50   |
| 4    | KTM         | 4      |       |       |        |        | 5      | 6      |       | 34   |

### Moto3

#### Classifica Piloti[81]
Dove non indicata la nazionalità si intende pilota italiano. Le motociclette in competizione sono equipaggiate con pneumatici forniti da Pirelli e Dunlop.
Vi sono delle discrepanze tra i referti di gara e la classifica piloti in quanto, nel doppio round di Misano e nelle due gare al Mugello a giugno, prendono parte, concludendo le gare, piloti wild card che non hanno la possibilità di ottenere punti.
| Pos. | Pilota                | Moto         | 1 MUG1 | 2 IMO | 3 MON | 4 MUG2 | 5 MUG3 | 6 MIS1 | 7 MIS2 | 8 VAL | P.ti |
| ---- | --------------------- | ------------ | ------ | ----- | ----- | ------ | ------ | ------ | ------ | ----- | ---- |
| 1    | Kevin Calia           | Honda        | 2      | 8     | 1     | 1      | 1      | 1      | 1      | 1     | 178  |
| 2    | Matteo Ferrari        | Honda        | 1      | 2     | 3     | 2      | 2      | 2      | SQ     | 2     | 141  |
| 3    | Stefano Valtulini     | Honda        | 4      | 4     | 4     | 3      | 3      | 5      | 2      | 6     | 112  |
| 4    | Andrea Locatelli      | Honda        | 3      | 1     | 9     | 4      | 4      | 6      | 6      | 5     | 105  |
| 5    | Michael Ruben Rinaldi | Oral e Honda | Rit    | 3     | 5     | 8      | 6      | 3      | 4      | 7     | 83   |
| 6    | Michael Coletti       | Honda        | 6      | 5     | 8     | 5      | 5      | Rit    | Rit    |       | 51   |
| 7    | Agostino Santoro      | Honda        | 10     | 6     | 2     | Rit    | Rit    | Rit    | Rit    | 4     | 49   |
| 8    | Luca Marini           | Honda        | 12     | SQ    | 7     | 7      | 9      | Rit    | 8      | 10    | 43   |
| 9    | Manuel Pagliani       | Oral e Honda | Rit    | Rit   | Rit   | 9      | 7      | Rit    | 5      | 3     | 43   |
| 10   | Federico Fuligni      | Oral         | 8      | Rit   | 6     | 6      | Rit    | Rit    | 7      | NP    | 37   |
| 11   | Enea Bastianini       | Honda        |        |       |       |        |        | 4      | 3      |       | 29   |
| 12   | Andrea Zanella        | Honda        | 13     | SQ    | 11    | Rit    | 8      | Rit    | Rit    | 8     | 24   |
| 13   | Riccardo Rossi        | Honda        | 14     | 7     | 10    |        |        | NP     | NP     |       | 17   |
| 14   | Luca Grunwald         | Honda        | 5      |       |       |        |        |        |        |       | 11   |
| 15   | Maximilian Kappler    | Honda        | 7      |       |       |        |        |        |        |       | 9    |
| 16   | Anthony Groppi        | --           |        |       |       |        |        |        |        | 9     | 7    |
| 17   | Alessio Cappella      | --           | 9      |       |       |        |        |        |        |       | 7    |
| 18   | Riccardo Caruso       | Honda        |        |       |       | Rit    | 10     |        |        |       | 6    |
| 19   | Miroslav Popov        | Honda        |        |       |       | 10     | Rit    |        |        |       | 6    |
| 20   | Pedro Rodriguez       | Oral         | 11     | SQ    |       |        |        |        |        |       | 5    |
| Pos. | Pilota                | Moto         | 1 MUG1 | 2 IMO | 3 MON | 4 MUG2 | 5 MUG3 | 6 MIS1 | 7 MIS2 | 8 VAL | P.ti |

| Legenda | 1º posto        | 2º posto            | 3º posto           | A punti      | Senza punti        | Grassetto – Pole position Corsivo – Giro più veloce |
| Legenda | Gara non valida | Non qual./Non part. | Ritirato/Non class | Squalificato | '-' Dato non disp. | Grassetto – Pole position Corsivo – Giro più veloce |

#### Classifica Costruttori[82]
| Pos. | Costruttore | 1 MUG1 | 2 IMO | 3 MON | 4 MUG2 | 5 MUG3 | 6 MIS1 | 7 MIS2 | 8 VAL | P.ti |
| ---- | ----------- | ------ | ----- | ----- | ------ | ------ | ------ | ------ | ----- | ---- |
| 1    | Honda       | 1      | 1     | 1     | 1      | 1      | 1      | 1      | 1     | 200  |
| 2    | Oral        | 8      | 3     | 5     | 6      | Rit    | Rit    | 10     | NP    | 51   |

## Sistema di punteggio
| Pos.  | 1  | 2  | 3  | 4  | 5  | 6  | 7 | 8 | 9 | 10 | 11 | 12 | 13 | 14 | 15 | 16> |
| Punti | 25 | 20 | 16 | 13 | 11 | 10 | 9 | 8 | 7 | 6  | 5  | 4  | 3  | 2  | 1  | 0   |